# Tina Trstenjak
Tina Trstenjak (Celje, 24 agosto 1990) è una judoka slovena.

## Palmarès
- Giochi olimpici

Rio de Janeiro 2016: oro nei 63 kg.
Tokyo 2020: argento nei 63 kg.
- Mondiali

Chelyabinsk 2014: bronzo nei 63 kg.
Astana 2015: oro nei 63 kg.
Budapest 2017: argento nei 63 kg.
Baku 2018: bronzo nei 63 kg.
- Europei

Budapest 2013: bronzo nei 63 kg.
Montpellier 2014: argento nei 63 kg.
Kazan 2016: oro nei 63 kg.
Varsavia 2017: oro nei 63 kg.
Tel Aviv 2018: argento nei 63 kg.
- Giochi europei

Baku 2015: argento nei 63 kg.